# Аустралија на Светском првенству у атлетици у дворани 2016.
Аустралија је учествовала на 16. Светском првенству у атлетици у дворани 2016. одржаном у Портланду од 17. до 20. марта, петнаести пут. Репрезентацију Аустралије представљало је 8 такмичара (3 мушкарца и 5 жена), који су се такмичили у шест дисциплина (2 мушке и 4 женске).,
На овом првенству Аустралија је по броју освојених медаља делила 19. место са једном сребрном медаљом. У табели успешности према броју и пласману такмичара који су учествовали у финалним такмичењима (првих 8 такмичара) Аустралија је са 3 учесником у финалу делила 20. место са 14 бодова.
| Плас. | Земља      | 1. место | 2. место | 3. место | 4. место | 5. место | 6. место | 7. место | 8. место | Бр. финал. | Бод. |
| ----- | ---------- | -------- | -------- | -------- | -------- | -------- | -------- | -------- | -------- | ---------- | ---- |
| =20.  | Аустралија | 0        | 1        | 0        | 0        | 1        | 1        | 0        | 0        | 3          | 14   |

Поред тога успеха представници Аустралије су оборили по један океанијски и национални рекорд у скоку удаљ, два лична рекорда и два један најбоља резултата сезоне.

## Учесници
| Мушкарци: - Колис Бирмингем — 3.000 м - Брет Робинсон — 3.000 м - Фабрис Лапјер — Скок удаљ | Жене: - Мелиса Данкан — 1.500 м - Мишел Џенеке — 60 м препоне - Алана Бојд — Скок мотком - Брук Стартон — Скок удаљ - Chelsea Jaensch — Скок удаљ |  |

## Освајачи медаља {1)

### Сребро (1)
- Фабрис Лапјер — Скок удаљ

## Резултати

### Мушкарци
| Атлетичар       | Дисциплина | Лични рекорд | Квалификација | Квалификација  | Финале               | Финале   | Детаљи |
| Атлетичар       | Дисциплина | Лични рекорд | Резултат      | Место          | Резултат             | Место    | Детаљи |
| --------------- | ---------- | ------------ | ------------- | -------------- | -------------------- | -------- | ------ |
| Колис Бирмингем | 3.000 м    | 7:46,15      | 7:54.51       | 8. у гр. 2 ЛРС | Није се квалификовао | 13. / 18 |        |
| Брет Робинсон   | 3.000 м    | 7:44,29      | 7:53,51       | 5. у гр. 1 кв  | 8:11,11              | 11. / 18 |        |
| Фабрис Лапјер   | Скок удаљ  | 8,19         |               |                | 8,25 ОКР             |          |        |

### Жене
| Атлетичарка     | Дисциплина   | Лични рекорд | Квалификација | Квалификација | Полуфинале | Полуфинале | Финале                | Финале          | Детаљи |
| Атлетичарка     | Дисциплина   | Лични рекорд | Резултат      | Место         | Резултат   | Место      | Резултат              | Место           | Детаљи |
| --------------- | ------------ | ------------ | ------------- | ------------- | ---------- | ---------- | --------------------- | --------------- | ------ |
| Мишел Џенеке    | 60 м препоне |              | 8,10 ЛР       | 4. у гр. 1    |            |            | Није се квалификовала | 10. / 18 {19}   |        |
| Мелиса Данкан   | 1.500 м      | 4:06,93 НР   | 4:10,40       | 4. у гр. 2 кв | 4:09,69    | 6. / 20    |                       |                 |        |
| Алана Бојд      | скок мотком  | 4,55         |               |               |            |            | Није стартовала       | Није стартовала |        |
| Chelsea Jaensch | скок удаљ    |              | 6,38          | 11. / 14 {16} |            |            |                       |                 |        |
| Брук Стартон    | скок удаљ    |              | 6,75          | 6. / 14 {16}  |            |            |                       |                 |        |